# Jean-Denis Bredin
Jean-Denis Bredin, född 17 maj 1929 i Paris, död 1 september 2021 i Paris, var en fransk författare och advokat. Han skapade advokatbyrån Bredin Prat, som har kontor i Paris och Bryssel och har 180 anställda. Sedan 15 juni 1989 var han ledamot av Franska akademien.